# Hans-Joachim Naydowski
Hans-Joachim Naydowski (* 7. September 1936 in Berlin) ist ein deutscher Politiker. Er war Mitglied der Bremischen Bürgerschaft (SPD).

## Biografie
Naydowski besuchte die Schule in Berlin. Er war als Verwaltungsbeamter in Bremen tätig, u. a. im Rechenzentrum, beim Senator für Wissenschaft und Kunst und bei der Senatskommission für das Personalwesen (SKP, heute Performa Nord). 
Er war Mitglied in der SPD und in verschiedenen Funktionen aktiv. Er war für die SPD von August 1984 bis 1991 in der 11. und 12. Wahlperiode sieben Jahre lang Mitglied der Bremischen Bürgerschaft und in der Bürgerschaft in verschiedenen Deputationen tätig.